# Condado de Sutter
El condado de Sutter (en inglés: Sutter County), fundado en 1850, es uno de 58 condados del estado estadounidense de California. En el año 2006, el condado tenía una población de 93 142 habitantes y una densidad poblacional de 51 personas por km². La sede del condado es Yuba City. El condado forma parte del Gran Sacramento.

## Geografía
Según la Oficina del Censo, el condado tiene un área total de 1577.3 km², de la cual 1561.8 km² es tierra y 15.5 km² (0.99%) es agua.

### Condados adyacentes
- Condado de Butte (norte)
- Condado de Yuba (este)
- Condado de Placer (sureste)
- Condado de Sacramento & condado de Yolo (sur)
- Condado de Colusa (oeste)

### Localidades

#### Ciudades
Live Oak |
Yuba City 

#### Lugares designados por el censo
East Nicolaus |
Nicolaus |
Río Oso |
Robbins |
Sutter |
Tierra Buena |
Trowbridge 

#### Áreas no incorporadas
Counsman |
Meridian |
Pleasant Grove |
South Yuba City 

## Demografía
En el censo de 2000, había 78 930 personas, 27 033 hogares y 19 950 familias residiendo en el condado. La densidad poblacional era de 51 personas por km². En el 2000 había 28 319 unidades habitacionales en una densidad de 18 por km². La demografía del condado era de 67.52% blancos, 1.91% afroamericanos, 1.55% amerindios, 11.26% asiáticos, 0.20% isleños del Pacífico, 12.96% de otras razas y 4.60% de dos o más razas. 22.21% de la población era de origen hispano o latino de cualquier raza.
Según la Oficina del Censo en 2000 los ingresos medios por hogar en la localidad eran de $38 375, y los ingresos medios por familia eran $44 330. Los hombres tenían unos ingresos medios de $35 723 frente a los $25 778 para las mujeres. La renta per cápita para la localidad era de $17 428. Alrededor del 15.5% de la población estaban por debajo del umbral de pobreza.

## Transporte

### Principales autopistas
- Ruta Estatal de California 20
- Ruta Estatal de California 70
- Ruta Estatal de California 99
- Ruta Estatal de California 113